# 三笑亭笑三
三笑亭 笑三（さんしょうてい しょうざ）は、落語家の名。
- 三笑亭笑三 - 後∶初代林家正蔵
- 三笑亭笑三 - 本項にて記述。

三笑亭 笑三（さんしょうてい しょうざ、本名：斧田 道男、1925年〈大正14年〉10月28日 - 2018年〈平成30年〉10月24日）は、東京都新宿区早稲田出身の落語家。
所属は日本芸術協会より落語協会へと移籍した後、1958年2月以降は再び日本芸術協会（現：落語芸術協会）に在籍し、同協会相談役。出囃子は『並木駒形』。

## 来歴
旧制早稲田第二高等学院在学中に学徒出陣にて出兵する。
終戦後、新作落語で一世を風靡した二代目三遊亭円歌に憧れて落語家になろうと決意する。しかし、仲介してくれた人物（人形町の芸者置屋）が紹介してくれたのは日本芸術協会所属の八代目三笑亭可楽だったので、そのまま可楽に入門した（1946年4月）。入門時に「円歌師匠の落語『呼び出し電話』を聴いて落語家になろうと思いました」と可楽にはっきりと伝えたところ、可楽は笑いながらその無礼をも許し、「三笑亭可寿美」という名を与えた。これは、円歌の前座名「三遊亭歌寿美」にちなんだ命名であった。
1950年5月、二ツ目昇進、三代目柳亭春楽を襲名。その後、可楽と日本芸術協会の当時の会長である春風亭柳橋とのあいだでトラブルが発生し、可楽は自ら高座を休演し同協会から脱退寸前となる。笑三はそのあおりで一時期廃業をしていたが、可楽の計らいで憧れの落語協会に所属する円歌のもとに預けられ、落語協会に移籍した（1955年11月）。円歌門で与えられた名は「三遊亭歌風」。二代目三遊亭歌奴は兄弟子にあたる。
1958年2月、可楽門および日本芸術協会に復帰、「三遊亭笑三」を名乗る。1961年4月に真打昇進し、亭号を変更して「三笑亭笑三」に改名。1964年、文部省芸術祭奨励賞を受賞。
落語芸術協会の最長老として90歳を越えて晩年まで高座に上がっており、江戸東京博物館の音声ガイドも担当していた。
2017年1月の高座を最後に療養生活に入り、2018年10月24日、肺炎のため死去。92歳没。93歳の誕生日を迎える4日前の死であった。葬儀などは近親者により執り行われ、訃報が公にされたのは12月11日になってからであった。生前最期の定席出演は2017年1月6日、国立演芸場で自作の演目『消費税』を口演したのが最後の高座となった。

## 芸歴
- 1946年4月 - 八代目三笑亭可楽に入門、前座名「可寿美」を名乗る。
- 1950年5月 - 二ツ目昇進、「三代目柳亭春楽」を襲名
- 1955年11月 - 二代目三遊亭円歌門下に移籍、「歌風」を名乗る。
- 1958年2月 - 可楽門下に復帰、「三遊亭笑三」を名乗る。
- 1961年4月 - 真打昇進、「三笑亭笑三」に改名。

## 受賞歴
- 1964年 - 文部省芸術祭奨励賞

## 人物

### 芸名
- 「三笑亭笑三」という芸名の由来は、回文になるからである（三遊亭遊三の命名と同じ）。そこから「上から読んでも下から読んでも『三笑亭笑三』」のキャッチフレーズで売り出す。

### ネタ作家として
- 初代林家三平や牧伸二にギャグやネタを提供していたことがある。特に盟友・三平のブレーンとして才を発揮し「おもちも入ってベタベタと、安くてどうもすいません」（「渡辺の即席しるこ」コマーシャル）などの名ギャグを多数生み出した。初代三平のギャグの「よし子さん」は笑三の妻の名前からきているといわれている。

### 脚本家として
- テレビドラマの脚本を書いたこともある。

### 趣味人として
- 幅広い趣味人として知られる。とりわけ、映画製作や漫画・イラストに関しては「玄人はだし」。
- 現存する放送局所有以外での初代林家三平の映像は、ほぼすべて、笑三が私的に撮影していたものである。落語家や芸人仲間を出演させた自主映画を何本も制作したり、寄席での仕事の傍ら、足しげくフィルムセンターでの上映に通っていた邦画通でもある。
- イラストレーターとして、長年浅草演芸ホールのパンフレット表紙絵を手がけた。（2017年6月まで）
- DTPもワープロもない時代に、落語芸術協会の機関誌『寿限無』をたった一人で作成していた。著書も数冊出版している。
- カメラも趣味。芸協の芸人を中心とした写真サークル「お笑いぱっちり倶楽部」にも参加しており、横浜にぎわい座での同倶楽部の興行「お笑いぱっちり倶楽部寄席」の主任も務めた（2005・2007年[4]）。
- かつては熱烈な日本社会党支持者で、社会新報への協力も続けていた。

### テレビ出演
- テレビ出演を積極的にこなした落語家のはしりでもあり、NET（現：テレビ朝日）『大正テレビ寄席』の初代司会、テレビ東京『日曜ワイド笑』の司会を務めた。

### 弟子
- 弟子を取ることはなかったが、実子や実孫が「小笑三」「笑坊」として独演会の高座で開口一番を務めたことはある。

## 得意ネタ
時事漫談ないし新作落語を高座でかける場合が多いが、まれに古典落語も演じる。

### 新作落語・改作落語
- 異母兄弟
- 呼び出し電話
- 社長の電話
- 一分線香即席噺（小咄集）

### 古典落語
- 大師の杵
- てれすこ
- 悋気の火の玉
- さんま芝居
- ぞろぞろ
- 火事息子